# Parafia św. Jana Chrzciciela w Radomsku
Parafia św. Jana Chrzciciela w Radomsku – parafia rzymskokatolicka w Radomsku. Należy do dekanatu Radomsko – św. Lamberta archidiecezji częstochowskiej.
Została utworzona w 1987 roku. Kościół parafialny wybudowany w latach 1988–1993, konsekrowany w 1993 roku.

## Grupy parafialne
- Parafialna Rada Duszpasterska
- Akcja Katolicka
- Służba Liturgiczna
- Zespół Charytatywny
- Bractwo Miłosierdzia Bożego
- Mali Rycerze Niepokalanej
- Koło Misyjne
- Żywy Różaniec